# Sergi Castillo Prats
Sergi Castillo Prats (n. Cocentaina, Alicante; 1978) es un periodista, escritor y docente español, autor de varios libros de crònica periodística y análisis de actualidad: Tierra de saqueo. La trama valenciana de Gürtel de Ediciones Lectio, Yonquis del dinero. Las diez grandes historias de la corrupción valenciana, La batalla per la sanitat valenciana de Institució Alfons el Magnànim  y Operació AVL. El pacte lingüístic dels valencians, de Vincle Editorial .

## Biografía
Se licenció en Comunicación Audiovisual por la Universidad de Valencia y ha ampliado su formación en la Universidad de Barcelona y la Universidad Politécnica de Cataluña. También se graduó como profesor de música en el Conservatorio José Iturbi de Valencia. Es periodista y ha trabajado para medios de comunicación como El País, Información, la agencia EFE, TVE, Canal 9, Interviú, El Mundo TV, Diari de Girona, El Punt, Eldiario.es y COPE. Colaborador  en varios programas de televisión como Más vale tarde y La Sexta Noche, y también ha participado como experto en casos de corrupción en El intermedio, La Sexta Columna, Las mañanas de Cuatro o El programa de Ana Rosa. 
Ha desarrollado su labor en prensa comarcal y comunicación política, ha sido guionista, productor y ha publicado artículos en varios libros y revistas. Es responsable de la investigación sobre el caso Emarsa y varios escándalos urbanísticos y de corrupción política en Benidorm y la Costa Blanca, lo que le ha llevado a especiliazarse en estos asuntos.
En septiembre de 2013 publicó su primer libro, Tierra de saqueo. La trama valenciana de Gürtel, centrado en la figura de Francisco Camps y las investigaciones en marcha sobre el Partido Popular de la Comunidad Valenciana. El autor del prólogo es José Luis Peñas, exconcejal del PP en Majadahonda que denunció a los cabecillas de Gürtel en 2007 y desencadenó el caso Gürtel. El libro cuenta con testimonios inéditos de políticos como Ángel Luna González o Mònica Oltra, y periodistas como el subdirector de El País José Manuel Romero-Salazar o el exjefe de política de la Cadena Ser Gonzalo Cortizo Castromil. En Tierra de saqueo se cifra la factura del despilfarro y la corrupción en 12.500 millones de euros.
En noviembre de 2016 publicó su segundo libro, Yonquis del dinero. Las diez grandes historias de la corrupción valenciana, con prólogo de la periodista Mamen Mendizábal. En este libro aborta la vida de políticos valencianos como Eduardo Zaplana, Rita Barberá, Carlos Fabra o Alfonso Rus, y desglosa escándalos de corrupción como Taula, Emarsa, Gürtel u Brugal. También recupera algunos casos de corrupción de finales de los años ochenta y principios de los noventa, como el caso Sanz, el caso Naseiro o el caso Blasco I, y entrevista a algunos corruptos confesos.
Ha impartido conferencias y talleres. En 2017 fue uno de los tres candidatos propuestos a Las Cortes Valencianas por entidades de la sociedad civil valenciana para dirigir la Agencia Valenciana Contra el Fraude y la Corrupción, en el proceso de su creación. Recibió el aval del Parlamento Autonómico y finalmente quedó en segundo lugar tras Joan Antoni Llinares . Ha sido citado como experto en diferentes comisiones de investigación del Congreso de los Diputados y las Cortes Valencianas .
En enero de 2020 publicó el libro La batalla per la sanitat valenciana (Institució Alfons el Magnànim), una crónica de las privatizaciones en el ámbito sanitario que desarrolló el PP en la Comunidad Valenciana desde 1995 a 2015, entre las que destaca el conocido como modelo Alzira, y el rescate de estos servicios por parte de la Generalitat Valenciana, con la llegada a la Conselleria de Salud Pública de Carmen Montón. Entre los testimonios que se citan figura el del director gerente de la empresa Ribera Salud, Alberto de Rosa, o el director del IVO, Manuel Llombart. Este trabajo fue seleccionado en junio de 2018 por un jurado profesional de la Unió de Periodistes Valencians para la II Beca de periodismo de investigación Josep Torrent.
En octubre de 2021 publicó Operació AVL. El pacte lingüístic dels valencians (Vincle Editorial) en el que se narra la intrahistoria del acuerdo que propició Eduardo Zaplana entre los defensores de la catalanidad de la lengua valenciana (agrupados en torno a la Universidad y los partidos de izquierda) y los secesionistas, representados por Unión Valenciana y entidades como la Real Academia de la Lengua Valenciana. El libro se publicó al cumplirse los 25 años del conocido como Pacto del Majestic entre Jordi Pujol y José María Aznar -que contemplaba el reconocimiento de la unidad de la lengua- y los 20 años de la puesta en marcha de la Academia Valenciana de la Llengua. El libro cuenta con el prólogo de Rafael Alemany Ferrer, catedrático de filología catalana de la Universidad de Alicante, y reúne más de 50 testimonios .
Desde 2018 es profesor de valenciano en Educación Secundaria y Bachillerato.